# Koto Rawang
Koto Rawang is een bestuurslaag in het regentschap Merangin van de provincie Jambi, Indonesië. Koto Rawang telt 142 inwoners (volkstelling 2010).